# Luigi Gentile
Luigi Gentile (Sammichele di Bari, 12 agosto 1920 – Shannon, 26 febbraio 1960) è stato un militare e aviatore italiano, decorato di medaglia d'oro al valor militare a vivente nel corso della seconda guerra mondiale.

## Biografia
Nacque a San Michele, provincia di Bari, il 12 agosto 1920.  Noto negli ambienti sportivi universitari, conseguito il diploma liceale si iscrisse alla facoltà di medicina dell'università di Napoli ma dopo due mesi si arruolò volontario nella Regia Aeronautica e una volta frequentato il corso di pilotaggio per allievi ufficiali di complemento presso la Scuola di volo di Pisa fu promosso primo aviere nel luglio 1939. Il 26 ottobre successivo ottenne il brevetto di pilota militare venendo promosso sottotenente di complemento in quello stesso giorno. Mandato dapprima alla Scuola di bombardamento di Aviano fu trasferito successivamente all'8º Stormo Bombardamento Terrestre di stanza sull'aeroporto di Villacidro. Mobilitato nel giugno 1940, all'atto dell'entrata in guerra del Regno d'Italia, prese parte alle operazioni belliche in Francia e nel Mediterraneo Occidentale. Trasferito in Africa Settentrionale Italiana, in forza alla 19ª Squadriglia, XXVIII Gruppo, nell'aprile 1941, svolse una intensa attività bellica per oltre un anno di guerra. Il 25 aprile 1941 decollò alle 13:20 su un bombardiere Savoia-Marcheti S.79 Sparviero per effettuare un volo di ricerca di un CANT Z.1007 Alcione disperso in mare a 50 km dalla costa. Mentre era in volo il bombardiere fui intercettato da cinque caccia Hawker Hurricane che si disposero in cerchio intorno al velivolo, sfruttando gli angoli morti, nel tentativo di farlo atterrare e catturarlo prendendo così prigioniero anche l'equipaggio. Vista l'impossibilità di catturare il velivolo, a causa del fuoco difensivo delle mitragliatrici i caccia nemici abbattono l'S.79 con il fuoco concentrato delle loro armi. Il bombardiere effettua un ammaraggio di emergenza ed egli, sganciato il tettuccio dell'aereo, si getta in mare e raggiunge il portello di poppa e mette a mare il battellino di salvataggio. Poi aiutò uno ad uno gli altri aviatori, tutti gravemente feriti, a raggiungere il battellino issandoveli a bordo, raggiungendo la costa dopo 22 ore di navigazione, solo superstite. Trasse a terra i corpi inanimati degli altri membri dell'equipaggio e infine si avviò in cerca di soccorso camminando per molte ore fino a raggiungere la salvezza. Per questa impresa con Regio Decreto del 5 maggio 1942 era stato insignito della medaglia d'oro al valor militare a vivente.
Rientrato in Italia nel gennaio 1942 ed entrato in servizio permanente effettivo per meriti di guerra, dal gennaio 1943 frequentò la Scuola di volo senza visibilità di Latina e dal marzo successivo la Scuola bombardamento della Malpensa conseguendo nel luglio dello stesso anno la promozione a tenente.
Nel 1945 riprese servizio nello Stormo trasporti, e fu secondo pilota, dietro a Manlio Lizzani, sul Savoia-Marchetti S.M.95 che trasportò in esilio a Lisbona l'ex re Umberto II di Savoia l'8 giugno 1946. Promosso capitano nel luglio 1947, venne dispensato a domanda dal servizio permanente effettivo nell'Aeronautica Militare Italiana nel giugno 1949, e fu assunto dalla compagnia Alitalia come pilota civile. Il 26 febbraio 1960 al comando di un apparecchio di linea Douglas DC-7 (I-DUVO) decedeva al largo di Shannon, in Irlanda, in un incidente di volo, assieme all'equipaggio ed ai passeggeri.

### Annotazioni
1. ↑  L'equipaggio dell'aereo era formato da lui, dal secondo pilota sergente Benvenuto Anzeloni, dal motorista Giacomo Cardò, dall'aviere radiotelegrafista Angelo Viola, dall'osservatore tenente del Regio Esercito Sante Patussi, e dal primo aviere mitragliere Eugenio Fornera.
2. ↑  Ogni volta che era possibile per queste missioni di ricerca gli equipaggi degli aerei decollavano con dei quarti di cammello a bordo da gettare in mare per attirare lontano dai naufraghi gli squali, ma quel giorno non vi era niente di disponibile.

### Fonti
1. 1 2 3 4 5 6 7 8  Combattenti Liberazione.
2. 1 2  Gruppo Medaglie d'Oro al Valor Militare 1965, p. 413.
3. 1 2  Ufficio Storico dell'Aeronautica Militare 1969, p. 182.
4. 1 2 3 4 5 6 7  Istituto del Nastro Azzurro.
5. ↑   Medaglia d'oro al valor militare Gentile Luigi, su quirinale.it, Quirinale. URL consultato l'11 luglio 2021.